# Besatzungsrecht
Besatzungsrecht (auch Okkupationsrecht) ist das Recht, das ein oder mehrere Besatzungsmächte (Okkupanten) in Bezug auf ein besetztes Gebiet haben (Recht des Okkupanten) oder setzen (vom Okkupanten gesetztes Recht). Die völkerrechtliche Grundlage des Besatzungsrechts ist in der Regel der dritte Abschnitt der Haager Landkriegsordnung mit dem Titel „Militärische Gewalt auf besetztem feindlichen Gebiete“. Hiervon zu unterscheiden sind die Schutzrechte der ansässigen Bevölkerung und die Souveränitätsrechte des Staates, dessen Staatsgebiet ganz oder teilweise besetzt wird, siehe hierzu Okkupation im Völkerrecht.

## Das von Okkupanten gesetzte Recht
Hierunter ist das Recht zu verstehen, das Okkupanten kraft ihrer Besatzungsgewalt für das besetzte Gebiet setzen.
Okkupanten sind dabei ihrerseits an das Völkerrecht gebunden, vor allem an die Haager Landkriegsordnung und das IV. Genfer Abkommen. Völkerrechtlich gesehen gibt es zwei Situationen, die Besatzungsmächte zur eigenen Gesetzgebung berechtigen. Als Kondominium wird die Situation bezeichnet, in der die Souveränität eines besetzten Landes vollständig beseitigt und durch die gemeinsame Souveränität der Sieger ersetzt wird: Das Gebiet des besiegten Staates gehört nun den Siegern gemeinsam und wird von ihnen gemeinsam beherrscht. Ein Koimperium, die gemeinsame Wahrnehmung der Gebietshoheit, dagegen ist die Gemeinschaftsherrschaft auf dem Gebiet eines fremden Staates, der besiegt ist, aber trotz fehlender Handlungsfähigkeit als Völkerrechtssubjekt weiterbesteht. Dessen Souveränität bleibt erhalten; die Ausübung der Rechte und Verantwortlichkeiten teilen sich die Siegermächte. Beispiel für letzteres ist die rechtliche Lage Deutschlands von 1945 bis 1990.

## Deutschland nach dem Zweiten Weltkrieg
Die alliierten Besatzungsmächte installierten drei gestufte Entscheidungsebenen mit unterschiedlichen Kompetenzen: Die Außenministerkonferenz der vier Mächte, welche 1955 zur Genfer Gipfelkonferenz und 1959 zur Genfer Außenministerkonferenz tagte; den Alliierten Kontrollrat, der die Staats- beziehungsweise oberste Regierungsgewalt im besetzten Deutschland ausüben sollte; und die Militärregierungen der einzelnen Besatzungszonen. Nach dem Scheitern der Außenministerkonferenz im Kalten Krieg gingen deren Kompetenzen auf den Kontrollrat über. Er hatte eine Gesetzgebungshoheit in zentralen Fragen, die ganz Deutschland betrafen. Ihr stand die Exekutivhoheit der einzelnen Militärregierungen in den Zonen gegenüber, die sich politisch unterschiedlich entwickelten. Als im März 1948 der sowjetische Vertreter aus dem Kontrollrat auszog, war dieser faktisch aufgelöst. Besatzungspolitik und Besatzungsrecht wurden daraufhin Sache der alliierten Militärgouverneure und entwickelten sich sehr unterschiedlich.
Das Besatzungsrecht wurde nach 1949 größtenteils in Bundes- oder Landesrecht überführt (→ Überleitungsvertrag). Besatzungsrecht, das nicht in deutsches Bundes- oder Landesrecht überführt wurde, ist durch das Gesetz zur Bereinigung des Besatzungsrechts aufgehoben worden (Ausnahme: Kontrollratsgesetz Nr. 35 über Ausgleichs- und Schiedsverfahren in Arbeitsstreitigkeiten, vom 20. August 1946).